# 新营子镇
新营子镇，是中华人民共和国内蒙古自治区呼和浩特市托克托县下辖的一个乡镇级行政单位。

## 行政区划
新营子镇下辖以下地区：
镇社区、镇村、碱沟子村、东马家圪堵村、豆腐窑村、南什拉壕村、常家营村、乃莫营村、缸房窑村、范成滩窑村、黑城村、黑水泉村、乃同村、张全营村、坝上村、马士窑村、合同营村、东荒地窑村、燕山营村、石匠营村、老杜营村、塔布峁村、胡忽浪营村、西大圐圙村、小口子村、那木架村、柳二营村和章盖营村。